# Quatre corsers afganesos
Quatre Corsers afganesos és una sèrie de quatre retrats de cavalls afganesos oferts l'any 1763 a l'emperador Qianlong, i pintats sobre un rotlle de seda pel missioner jesuïta milanès Giuseppe Castiglione (pinyin: Lang Shinin), durant la seva estada a la cort. Aquestes pintures, encarregades poc abans de la mort de Castiglione, presenten informacions detallades sobre cadascun dels cavalls, en quatre llengües : uigur, xinès, manxú i mongol. En l'actualitat són conservades al Museu Nacional del Palau, a la República de la Xina.

## Context
L'estat afganès de l'època se situava al nord de l'Afganistan modern, al sud-oest de la província de Badakhshan. Constituïa l'estat vassall més a l'oest als confins musulmans de l'Imperi Qing. En el transcurs del dotzè mes lunar de la 28e any del regnat de l'emperador Qianlong, és a dir l'any 1763[2], Ahmad Shah Durrānī pagaria el seu tribut enviant quatre excel·lents cavalls. Enviaria també un emissari presentar-li un certificat diplomàtic en pa d'or. Hi contenia la informació d'aquest donatiu de cavalls de pura raça, i a continuació hi incorporava una cançó amb el títol de « Quatre corcers afganesos ». Amb tot, va fracassar en la seva missió de deixar una bona impressió a l'emperador. En aquella època, l'imperi Qing era una entitat política multiètnica.
L'any 1762, l'emperador Qianlong, llavors major de 50 anys, va encarregar a Castiglione, que en tenia 74, el retrat dels quatre cavalls que els seus vassalls afganesos venien a oferir-li. És possible que l'emperador hagués estat influït per la pintura dels Cinc cavalls ofertats en tribut realitzat per Li Gonglin. Es va tractar d'una de les obres finals de Castiglione, i del seu últim retrat conegut sobre cavalls.

## Descripció
Les pintures de Giuseppe Castiglione mostren els cossos dels cavalls en cos ple, i les seves crins son d'un color diferent del cos. Els representava sota diferents angles, suggerint un moviment gràcies a l'aixecament de les seves potes També hi indica una font de llum per atenuar els tons, i donar així als cavalls un efecte volumètric 
Els cavalls representats són d'un model més fi, més estilitzats i menys voluminosos que els de la sèrie dels Deu corsers.
Aquestes pintures incorporen inscripcions en xinès, manxú, mongol i en uigur, indicant el nom, l'alçada i la longitud de cadascun. Les inscripcions van ser preses individualment, i sembla que no son més que traduccions les unes de les altres. Tanmateix, no donen la mateixa informació i estan en estreta interacció. Les inscripcions en uigur no van estar traduïdes fins a l'any 2013.

### Chaoercong

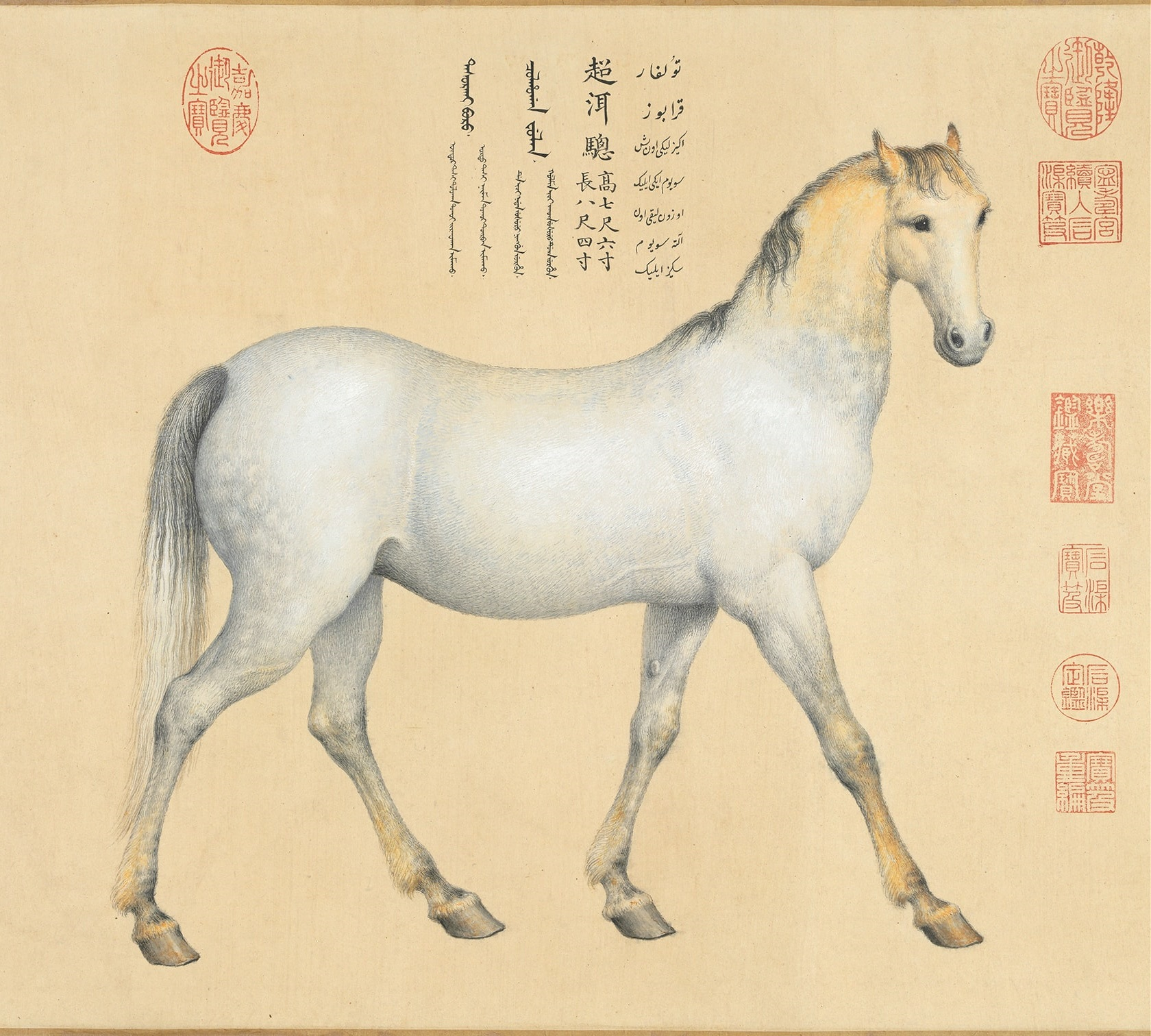
Chaoercong (超洱骢), Blanc i negre excessiu »

Aquest cavall, que és el primer que aparèix quan es desplega el rotlle, marxa cap a la dreta i presenta un pelatge de color gris canós.

### Laiyuanlua

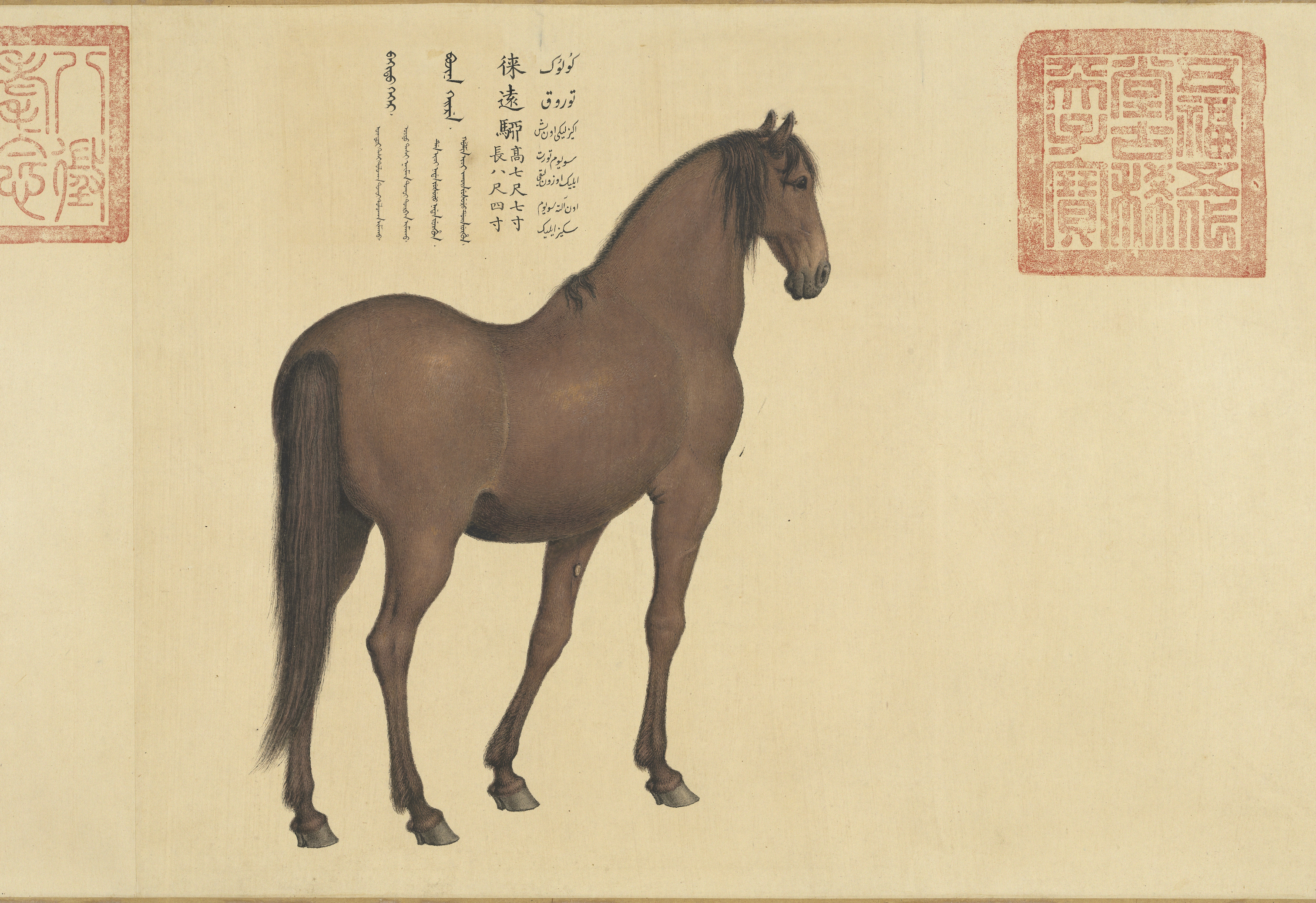
Laiyuanliu (徕远骝), Bai molt extens »

Aquest cavall és representat en el tres-quart posterior, girat cap a la dreta, i porta un pelatge roig cremat.

### Yuekulai

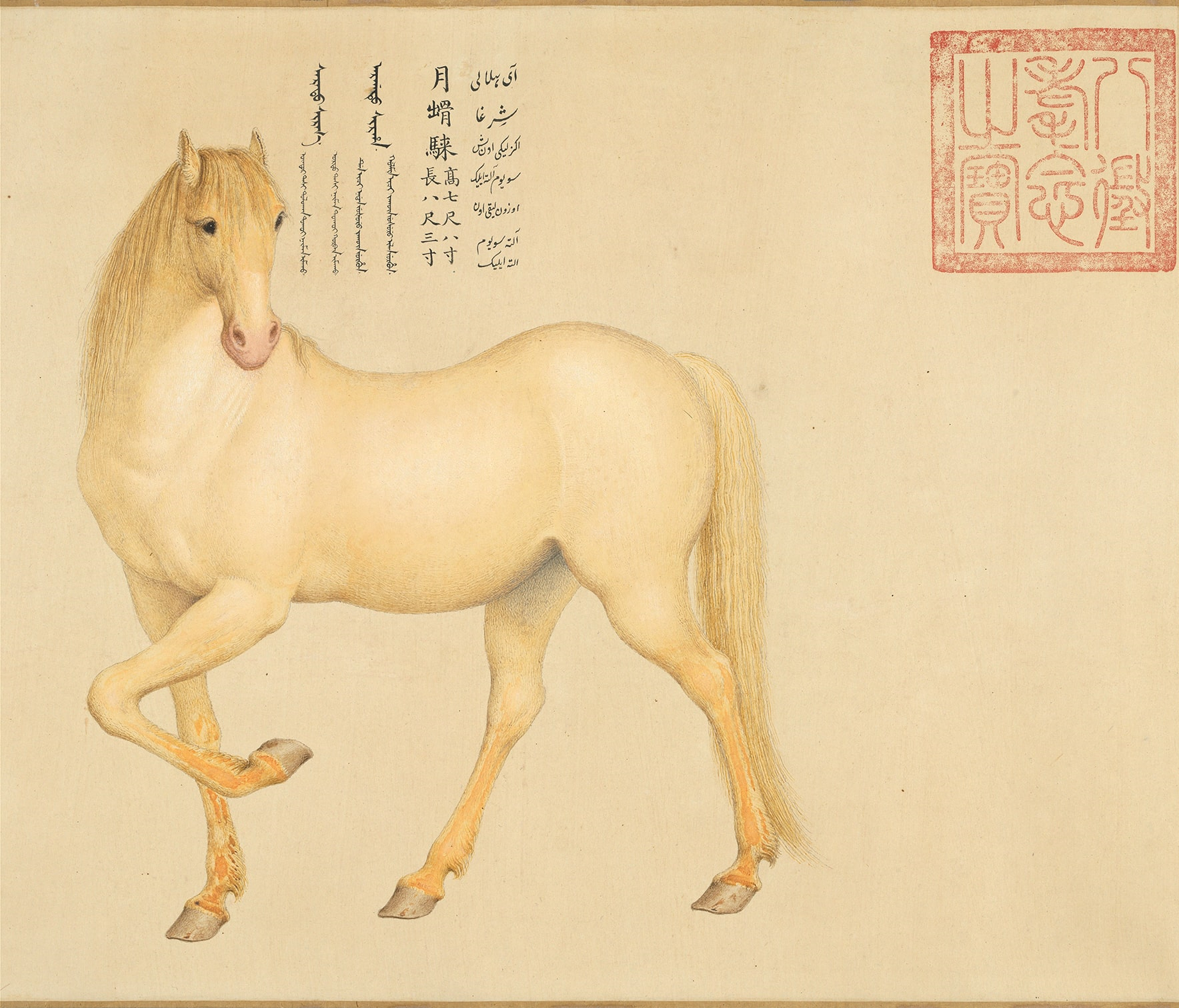
Yuekulai (月骨騋), Cavall lluna de set chi »

Aquest cavall camina cap a l'esquerra va ser pintat de color groc, potser amb un pelatge palomino. El seu membre anterior esquerre es veu molt aixecat
El nom del cavall Yuekulai, ha estat objecte d'interpretacions i de traduccions. Yueku és emprat als textos en xinès clàssic per designar el lloc on es troba la lluna, o be a la llum de la lluna. Lai designa un cavall de set chi d'alt.
La inscripció en mandchou és argatu sirha. Argatu designa un cérvol o un cabirol mascle, i sirha és una variant de sirga, que designan un color roig-bru en els cavalls i els cèrvids. La referència al cérvol es pot comprendre probablement com una referència al color de pelatge pàlid del mascle. La paraula sirga sembla referir-se a un color clar.

### Lingkunbai

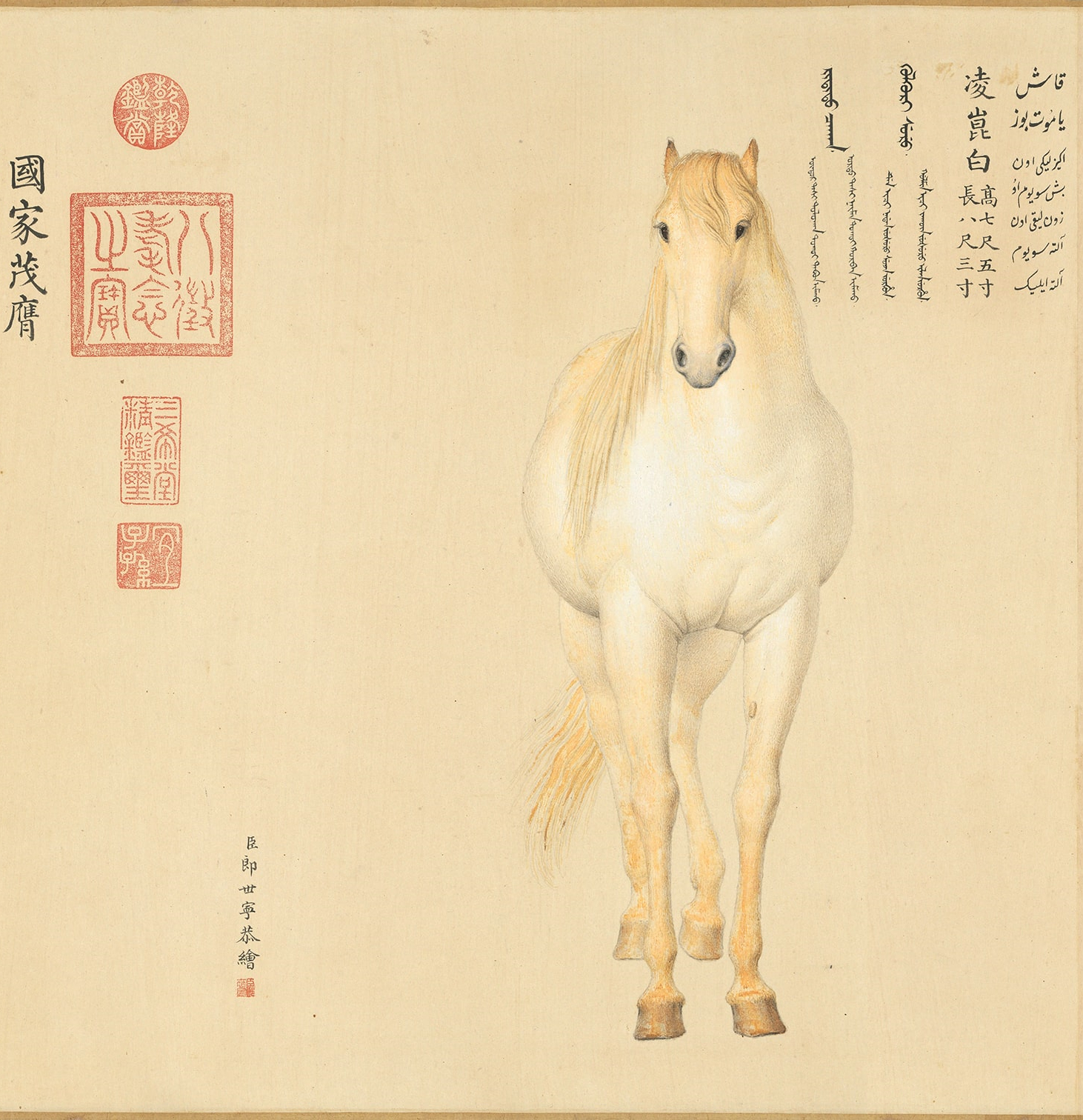
Lingkunbai (凌昆白), Blanc gelat »

Representat de cara, aquest cavall és de pelatge gris.

## Anàlisi
Aquestes pintures i el text que els acompanyen subratllen la situació de l'estat afganès com vassall de l'imperi Qing. Els cavalls representats no tenen sexe indentificable, el que Jean-Louis Gouraud atribueix a la pudor de Castiglione, que ha rebut una educació jesuïta. Les crins i les mitges dels membres d'aquests cavalls semblen tenyits amb henna, la qual cosa sembla coherent amb la tradició afganesa, índia i persa.

## Recorregut de les pintures
Aquestes quatre pintures es consideren com la una de les obres més famoses de Castiglione Són conservades al Museu Nacional del Palau a República de la Xina.